# 1971年の鉄道
1971年の鉄道（1971ねんのてつどう）とは、1971年（昭和46年）に起こった鉄道関係の出来事をまとめたページである。
1970年の鉄道 - 1971年の鉄道 - 1972年の鉄道

## 出来事の一覧

### 1月
- 1月24日
  - 京浜急行電鉄
    - （路線廃止） 穴守線 穴守稲荷駅 - 穴守駅 (1.3 km)（1945年9月27日から休止）
    - （駅廃止）  穴守駅

### 2月
- 2月1日
  - 日本国有鉄道
    - （駅名改称）  本八戸駅 ← 八戸駅（初代）（八戸線）
    - （駅名改称）  奥多摩駅 ← 氷川駅（青梅線）
    - （駅名改称）  大田市駅 ← 石見大田駅（山陰本線）
    - （駅廃止）  武蔵岩井駅（五日市線）

### 3月
- 3月1日
  - 日本国有鉄道
    - （複々線化）  常磐線 綾瀬駅 - 金町駅間 (4.1 km)
    - （路線廃止） 東北本線須賀線 王子駅 - 須賀駅間 (2.5 km)
    - （駅廃止）  須賀駅

  - 東武鉄道
    - （新駅開業）  森林公園駅 （東上本線 東松山駅 - 武蔵嵐山駅間）

  - 西日本鉄道
    - （新駅開業）  桜台駅 （天神大牟田線 朝倉街道駅 - 筑紫駅間）
    - （駅名改称）  雑餉隈駅 ← 西鉄雑餉隈駅、西鉄柳川駅 ← 西鉄柳河駅（天神大牟田線）
- 3月6日
  - 南海電気鉄道
    - （駅名改称）  築港町駅 ← 和歌山港駅（初代）
    - （延伸開業）  和歌山港線 築港町駅 - 水軒駅間 (3.1 km)
    - （新駅開業）  和歌山港駅（2代）、水軒駅
- 3月7日
  - 日本国有鉄道
    - （路線名改称）  吾妻線 ← 長野原線
    - （延伸開業）  吾妻線 長野原駅 - 大前駅間 (13.3 km)
    - （新駅開業）  群馬大津駅、羽根尾駅、袋倉駅、万座・鹿沢口駅、大前駅
- 3月10日
  - 日本国有鉄道
    - （複々線化）  常磐線 金町駅 - 北柏駅間 (17.4 km)
- 3月15日
  - 日本国有鉄道
    - （路線廃止） 伊田線貨物支線 金田駅 - 方城駅間 (1.0 km)
    - （駅廃止）  方城駅
- 3月20日
  - 帝都高速度交通営団（現・東京地下鉄）
    - （延伸開業）  千代田線 大手町駅 - 霞ケ関駅間 (2.2 km)
    - （新駅開業）  二重橋前駅
- 3月29日
  - 名古屋市営地下鉄
    - （新線開業）  名城線（現・名港線） 金山駅 - 名古屋港駅間 (6.0 km)
    - （新駅開業）  日比野駅、六番町駅、東海通駅、港区役所駅、築地口駅、名古屋港駅

### 4月
- 4月1日
  - 日本国有鉄道
    - （複々線化） 常磐線 北柏駅 - 我孫子駅間 (2.1 km)
    - （路線廃止） 仙石線貨物支線 釜駅 - 石巻港駅間 (3.1 km)
    - （駅廃止）  釜駅、石巻港駅
    - （駅廃止）  阿波市場駅（高徳本線 池谷駅 - 勝瑞駅間）
    - （駅名改称）  八戸駅（2代） ← 尻内駅（東北本線）

  - 京王帝都電鉄（現・京王電鉄）
    - （延伸開業）  相模原線 京王多摩川駅 - 京王よみうりランド駅間 (2.7 km)
    - （新駅開業）  京王稲田堤駅、京王よみうりランド駅

  - 大井川鉄道（現・大井川鐵道）
    - （路線廃止） 井川線 井川駅 - 堂平駅間 (1.1 km)
    - （駅廃止） 堂平駅

  - 大阪府都市開発（現・泉北高速鉄道）
    - （新線開業）  泉北高速鉄道線 中百舌鳥駅 - 泉ケ丘駅間 (7.8 km)
    - （新駅開業）  深井駅、泉ケ丘駅

  - 井笠鉄道
    - （路線廃止） 本線 笠岡駅 - 井原駅間 (19.4 km)
    - （駅廃止）  笠岡駅、鬮場駅、大井村駅、小平井駅、吉田村駅、新山駅、北川駅、薬師駅、木之子駅、七日市駅、井原駅
- 4月12日
  - 福島交通
    - （路線廃止） 飯坂東線
    - （駅廃止）  福島駅前駅、本町駅、上町駅、北町駅、浜田町駅、五老内駅、桜木町駅、競馬場前駅、祓川駅、文知褶通駅、信夫ヶ丘グランド前駅、大日堂前駅、本内駅、鎌田支所前駅、新鎌田駅、瀬上局前駅、瀬上荒町駅、河原町駅、長岡田町駅、長岡分岐点駅、聖光学院前駅
    - （路線廃止） 保原線 伊達駅前駅 - 聖光学院前駅間 (0.6 km)
    - （駅廃止）  伊達駅前駅、聖光学院前駅
    - （路線廃止） 保原線 長岡分岐点駅 - 保原駅間 (4.5 km)
    - （駅廃止）  長岡分岐点駅、箱崎駅、柳原駅、伏黒駅、三日市駅、保原駅
    - （路線廃止） 梁川線 保原駅 - 梁川駅間 (6.6 km)
    - （駅廃止）  保原駅、九丁目駅、三十日町駅、猫川駅、大立目駅、向川原駅、粟野小学校前駅、粟野駅、新開駅、梁川駅
    - （路線廃止） 掛田線 保原駅 - 掛田駅間 (6.3 km)
    - （駅廃止）  保原駅、中村駅、柱田駅、金山駅、掛田駅
- 4月20日
  - 日本国有鉄道
    - （新駅開業）  天王台駅 （常磐線 我孫子駅 - 取手駅間）
    - （新駅開業）  西日暮里駅（山手線 日暮里駅 - 田端駅間）

  - 帝都高速度交通営団（現・東京地下鉄）
    - （延伸開業）  千代田線 北千住駅 - 綾瀬駅間 (2.6 km)
- 4月26日
  - 日本国有鉄道
    - （新駅開業）  西浜松駅 （東海道本線 浜松駅 - 高塚駅間）

### 5月
- 5月1日
  - 日本国有鉄道
    - （路線廃止） 吾妻線（太子支線） 長野原駅 - 太子駅間 (5.8 km)
    - （駅廃止）  太子駅

### 6月
- 6月20日
  - 京阪電気鉄道
    - （新駅開業）  新門真駅（現・門真市駅）（京阪本線 守口市駅 - 古川橋駅間）
    - （駅名改称）  守口市駅 ← 守口駅（京阪本線）
    - （駅名改称）  宮之阪駅 ← 中宮駅（交野線）

### 7月
- 7月1日
  - 日本国有鉄道
    - （駅廃止）  鳥ノ沢仮乗降場(石北本線 緋牛内駅 - 美幌駅間)

  - 湘南モノレール
    - （延伸開業）  江の島線 西鎌倉駅 - 湘南江の島駅間 (1.9 km)
    - （新駅開業）  片瀬山駅、目白山下駅、湘南江の島駅
- 7月7日
  - 秋田臨海鉄道
    - （新線開業）  秋田臨海鉄道線 秋田港駅 - 中島埠頭駅間 (0.5 km)、秋田港駅 - 向浜駅間 (5.4 km)
    - （新駅開業）  中島埠頭駅、穀保町駅、向浜駅
- 7月11日
  - 北陸鉄道
    - （路線廃止） 山中線 山中駅 - 大聖寺駅（8.9 km）
    - （駅廃止）  山中駅、新塚谷駅、新家工業前駅、旭町駅、長谷田駅、中田駅、二天駅、河南駅、黒瀬駅、帝国繊維前駅、大聖寺駅
    - （路線廃止） 山代線 河南駅 - 新動橋駅（6.3 km）
    - （駅廃止）  河南駅、山代駅、山代東口駅、宇和野駅、庄学校前駅、庄駅、新動橋駅

  - 京福電気鉄道
    - （駅廃止）  壬生駅（嵐山本線 四条大宮駅 - 西院駅間）
- 7月20日
  - 羽後交通
    - （路線廃止） 横荘線 横手駅 - 沼館駅 (15.3 km)
    - （駅廃止）  横手駅、樋ノ口駅、東浅舞駅、浅舞駅、豊前駅、羽後里見駅、沼館駅

### 8月
- 8月1日
  - 富山地方鉄道
    - （駅名改称）  宇奈月温泉駅 ← 宇奈月駅（本線）
- 8月2日
  - 福島臨海鉄道
    - （延伸開業）  小名浜埠頭本線 東渚駅 - 藤原駅間 (0.3 km)
    - （新駅開業）  藤原駅
- 8月5日
  - 日本国有鉄道
    - （複線化）  奥羽本線 二ツ井駅 - 前山駅間 (7.3 km)
    - （信号場廃止） 七座信号場（奥羽本線 二ツ井駅 - 前山駅間）
- 8月15日
  - 京阪電気鉄道
    - （駅廃止）  上関寺駅（京津線 大谷駅 - 上栄町駅間）
- 8月20日
  - 日本国有鉄道
    - （路線廃止） 唐津線（岸嶽支線） 山本駅 - 岸嶽駅間 (4.1 km)
    - （駅廃止）  牟田部駅、岸嶽駅

  - 高松琴平電気鉄道
    - （駅移転・改称）  松島二丁目駅 ← 松嶋四丁目駅（志度線）
- 8月25日
  - 日本国有鉄道
    - （電化） 奥羽本線 秋田駅 - 青森駅間 (185.8 km・交流20,000 V・50 Hz)
    - （電化） 奥羽本線 滝内信号所 - 青森操車場間 (2.0 km・交流20,000 V・50 Hz)
- 8月29日
  - 日本国有鉄道
    - （延伸開業）  只見線 只見駅 - 大白川駅間 (20.8 km)
    - （新駅開業）  田子倉駅
- 8月31日
  - 日本国有鉄道
    - （複線化）  奥羽本線 津軽湯の沢駅 - 長峰駅間 (9.7 km)

### 9月
- 9月1日
  - 加越能鉄道
    - （路線廃止） 伏木線 米島口停留場 - 伏木港駅 (2.9 km)
    - （駅廃止）  米島駅、高美町駅、矢田駅、串岡駅、古府口駅、伏木港駅

  - 北陸鉄道
    - （路線廃止） 金石線 中橋駅 - 大野港駅 (7.2 km)
    - （駅廃止）  中橋駅、長田町駅、北町駅、藤江駅、畝田駅、寺中駅、金石駅、三善製紙前駅、無量寺駅、大野港駅

  - 福井鉄道
    - （駅廃止）  岡本新駅、定友駅、野岡駅、庄境駅、越前赤坂駅、戸ノ口駅（南越線）

  - 広島電鉄
    - （駅名改称）  楽々園駅 ← 楽々園遊園地駅（宮島線）
- 9月17日
  - 日本国有鉄道
    - （複線化）  奥羽本線 羽前中山駅 - 上ノ山駅（現・かみのやま温泉駅）間 (6.7 km)
    - （複線化）  奥羽本線 鶴形駅 - 富根駅間 (5.2 km)
- 9月20日
  - 日本国有鉄道
    - （複線化）  奥羽本線 板谷駅 - 大沢駅間 (7.6 km)
- 9月21日
  - 日本国有鉄道
    - （複線化）  函館本線 桂川駅 - 石谷駅間 (3.9 km)
- 9月25日
  - 日本国有鉄道
    - （複線化）  奥羽本線 白沢駅 - 陣場駅間 (7.1 km)
    - （新駅開業）  相模貨物駅 （東海道本線 平塚駅 - 大磯駅間）

### 10月
- 10月1日
  - 日本国有鉄道
    - （駅昇格）  北岡崎駅 ← 北岡崎信号場
    - （駅廃止）  袖師臨時乗降場（東海道本線 興津駅 - 清水駅間）

  - 札幌市交通事業振興公社
    - （路線廃止） 豊平線 すすきの停留場 - 豊平8丁目停留場
    - （駅廃止）  4条東1丁目停留場、豊平2丁目停留場、豊平5丁目停留場、豊平8丁目停留場

  - 同和鉱業（後・小坂製錬）
    - （駅名改称）  雪沢温泉駅 ← 雪沢鉱泉駅（小坂線）

  - 秋田臨海鉄道
    - （延伸開業）  秋田臨海鉄道線 中島埠頭駅 - 秋田北港駅間 (2.0 km)
    - （新駅開業）  秋田北港駅

  - 仙台臨海鉄道
    - （延伸開業）  臨海本線 陸前山王駅 - 仙台北港駅間 (5.4 km)
    - （新駅開業）  仙台港駅、仙台北港駅

  - 京成電鉄
    - （駅名改称）  みどり台駅 ← 黒砂駅（千葉線）
- 日付不明
  - 日本国有鉄道
    - （信号場廃止） 小森信号場（日田彦山線 石原町駅 - 呼野駅間）

### 11月
- 11月1日
  - 名古屋鉄道
    - （駅名改称）  尾張旭駅 ← 旭新居駅、新瀬戸駅 ← 尾張横山駅（瀬戸線）
- 11月10日
  - 小坂製錬
    - （新駅開業）  深沢駅 （小坂線 新沢駅 - 茂内駅間）
- 11月15日
  - 北海道炭礦汽船
    - （駅廃止） 角田駅、礦業所前駅、夕製前駅、営林署前駅、末広駅、夕張本町駅（夕張鉄道線）

### 12月
- 12月1日
  - 日本国有鉄道
    - （新駅開業）  宇都宮貨物ターミナル駅 （東北本線 石橋駅 - 雀宮駅間）
- 12月10日
  - 日本国有鉄道
    - （複線化）  奥羽本線 蔵王駅 - 山形駅間 (5.3 km)
- 12月15日
  - 上信電鉄
    - （新駅開業）  西吉井駅 （上信線 吉井駅 - 上州新屋駅間）
- 12月16日
  - 札幌市営地下鉄
    - （新線開業）  南北線 北24条駅 - 真駒内駅間 (12.1 km)
    - （新駅開業）  北24条駅、北18条駅、北12条駅、さっぽろ駅、大通駅、すすきの駅、中島公園駅、幌平橋駅、中の島駅、平岸駅、霊園前駅（現・南平岸駅）、澄川駅、自衛隊前駅、真駒内駅
- 12月20日
  - 名古屋市営地下鉄 
    - （延伸開業）  名城線 市役所駅（現・名古屋城駅） - 大曽根駅間 (4.6 km)
    - （新駅開業）  名城公園駅、黒川駅、志賀本通駅、平安通駅、大曽根駅
- 12月26日
  - 日本国有鉄道
    - （路線廃止） 世知原線 肥前吉井駅 - 世知原駅間 (6.7 km)
    - （駅廃止）  祝橋駅､世知原駅
    - （路線廃止） 臼ノ浦線 佐々駅 - 臼ノ浦駅間 (3.8 km)
    - （駅廃止）  臼ノ浦駅

## 主なダイヤ改正
- 4月19日
  - 小田急電鉄
- 4月26日
  - 日本国有鉄道
- 7月1日
  - 日本国有鉄道
- 10月1日
  - 日本国有鉄道
- 10月25日
  - 京成電鉄
- 12月8日
  - 近畿日本鉄道

## 鉄道車両

### 新系列・新形式
- 日本国有鉄道
  - DD16形ディーゼル機関車
  - 415系電車
  - 489系電車
  - クモハ590系電車
  - 14系客車
  - トキ21400形貨車
  - トキ236000形貨車
  - シキ670形貨車
  - コキ50000形貨車
  - コキフ50000形貨車
  - ヤ81形貨車
  - ヤ82形貨車
  - タム9500形貨車
  - タサ6500形貨車
  - タキ20600形貨車
  - タキ20700形貨車
  - タキ20800形貨車
  - タキ21000形貨車
  - タキ21200形貨車
  - タキ21300形貨車
  - タキ21600形貨車
  - タキ21700形貨車
  - タキ21800形貨車
  - タキ22700形貨車
  - ホキ650形貨車
  - ホキ6100形貨車
  - ホキ6300形貨車
  - ホキ7300形貨車
- 福島交通
  - デハ5000形電車
- 京成電鉄
  - リキ100形貨車
- 新京成電鉄
  - 800形電車
- 東京都交通局
  - 10-000形電車
- 箱根登山鉄道
  - ケ2形客車
- 名古屋鉄道
  - 7300系電車
- 近畿日本鉄道
  - 2430系電車
  - 2680系電車
- 阪急電鉄
  - 5100系電車
- 京阪電気鉄道
  - 3000系電車 (初代)
- 神戸電気鉄道（現・神戸電鉄）
  - デヤ750形電車
  - 1300系電車
- 京福電気鉄道
  - モボ301形電車
- 水島臨海鉄道
  - DE70形ディーゼル機関車
- 鉄道庁
  - 7100形電気機関車
  - 7500形電気機関車
- タイ国有鉄道
  - RHN型気動車
- 西ドイツ国鉄
  - 202型ディーゼル機関車
- レーティッシュ鉄道
  - Be4/4 511-516形電車
- チェコスロバキア国鉄
  - 460系電車
- ソ連運輸省
  - 2TE116形ディーゼル機関車

### 消滅形式
- 日本国有鉄道
  - タ4100形貨車
  - タム700形貨車
  - タム3000形貨車
  - タム5200形貨車
  - タサ500形貨車

### 受賞
- 第14回ブルーリボン賞 - 該当車なし
- 第11回ローレル賞 - 名古屋鉄道 モ600形電車